# 佐久間信辰
佐久間 信辰（さくま のぶとき）は、戦国時代から安土桃山時代にかけての武将。織田氏、徳川氏の家臣。佐久間信盛の弟。
永禄3年（1560年）桶狭間の戦いにおいて善照寺砦で軍功を挙げた。
天正12年（1584年）、羽柴秀吉が織田信雄を伊勢国に攻めたとき、信雄方に付き、前田与十郎と共に居城の蟹江城を守った。しかしこの与十郎が裏切って滝川一益と九鬼嘉隆を城に入れた。信辰は城を焼き払って甥・信栄（正勝）の妻子を殺して自害しようとした。しかし一益は城を焼かれてしまっては意味がないと判断し、与十郎の子を人質に差し出して、安全に退去させた。その後、徳川家康が信雄と共にこの城を攻め、一益は支えきれずに与十郎を斬って降伏した。
この縁もあって後に家康に召し出され、榊原康政の居城館林城の留守居役となった。最期は館林にて62歳で没した。